# Ferreñafe
Ferreñafe est une ville de la région de Lambayeque au nord du Pérou. C'est le chef-lieu de la province de Ferreñafe.
La population était de 31 777 habitants en 2007.
La ville abrite le Museo Nacional Sicán, situé à l'extrémité nord de la ville, qui expose une partie du patrimoine archéologique de la culture Lambayeque, principalement issu de la région de Batán Grande.